# رالو كاراتزا
رالو كاراتزا-أرغيروبولوس، التي دُعيت أيضًا كاراتزيس أو كاراجيا (1799 - 16 أبريل 1870)، كانت ممثلة ومخرجة ومؤلفة مسرحية يونانية فنارية، عُرفت بمشاركتها في حرب الاستقلال اليونانية. كانت الابنة الثانية لأمير الأفلاق، إيوان كاراجيا (حكم من عام 1812 حتى 1818)، فقد كانت عضوًا بارزًا في عائلة كاراجيا. كانت أيضًا زوجة جورجيوس أرغيروبولوس، وهو أحد خدام جون المؤتمنين، والذي جعل منها عقيلة فخرية لبان أولتينيا العظيم بين عامي 1812-1813. في المراهقة، كانت مستشارة في الموضة ومروّجة للتغريب، بالإضافة إلى كونها مهووسة في الإغراء، كما يُزعم. في عام 1816 أو 1818، أقنعت رالو والدها بتمويل مشاريعها الفنية، وأسست أول مسرح في منطقة كيسماوا روزييه في بوخارست. أسفر هذا المشروع، الذي شمل أيضًا شخصيات مثل كوستاكه أريستيا ويورداكه سلاتينانو، عن مشاركتها في عصر التنوير اليوناني الحديث، ويُمفترض أنها كانت أول مديرة ناطقة باليونانية. برز دورها المحوري في كل من المسرحين اليوناني والروماني الحديثين على نطاق واسع، متعارضًا مع الجوانب الأكثر إثارة للجدل في شبابها -بما في ذلك تأييدها لفساد والدها وأعمالها الاستبدادية، مثل حظر ارتداء اللون الأبيض.
كانت رالو خاضعة للدولة العثمانية، وقد استحوذت عليها القومية اليونانية إلى حد الدعوة إلى التحرر من الحكم العثماني. يعكس نشاطها في المسرح تعاطفها مع المجتمع الودي (فليكي إتريا) وحتى انتماءها إليه. انتهى اهتمامها واهتمام ووالدها بالإيتريستيين بشكل مفاجئ في أواخر عام 1818، عندما أجبر الرد الفعل العنيف ضد الدولة العثمانية عائلة كاراجيا على الخروج من الأفلاق. عاشوا في الخارج في سويسرا في عهد العودة إلى الفدرالية، وبعد ذلك في دوقية توسكانا الكبرى؛ أثناء وجودها في المنفى، أقامت رالو شبكة مع الفلهيلينيين (بما في ذلك ماري شيلي)، ودعمت جمهورية اليونان. منذ عام 1830، أقامت مع أفراد عائلة كاراجيا الآخرين في الدولة اليونانية المُعلنة حديثًا، ثم في المملكة التي خلفتها، حيث توفي الأمير جون في عام 1844. بالنسبة إلى شعب الأفلاق، بقيت رالو بمثابة صاحبة أرض غائبة، تتشاجر مع مستأجري أرضها، بما في ذلك جميع مواطني مدينة بلويشت.
ترأست الأميرة كارتزا الأندية الثقافية بالتعاون مع شقيقتها روكساني سوتزوس وصديقتها أريستيا، وكتبت ترجمات يونانية لأعمال مدام دي لامبرت وجون غيليس. تبعت زوجها إلى مملكة ساكسونيا، وتوفيت هناك عن عمر يناهز الـ70 أو 71 عامًا. تم تكريسها في ذلك الوقت، باعتبارها شخصية أدبية، في أعمال باناغيوتيس سوتسوس ونيكولاي فيليمون. واصل الأدب الروماني التركيز على حياتها باعتبارها نسوية سبّاقة أو شخصية غريبة عمومًا، مع استكشاف شخصيتها في روايات بوكورا دمبرافا وماتيو كاراجيالي وبيترو مانوليو. سُردت مقاطع من سيرتها الذاتية في سبعينيات القرن العشرين قي مسرحية للأطفال من إخراج ألكسندرو ميترو وفيلمين لدينو كوتشيا.

## سيرتها الذاتية

### حياتها المبكرة وتنصيبها أميرة بوخارست
ولدت رالو عام 1799 في إسطنبول، عاصمة الإمبراطورية العثمانية، وهي الثانية من بين ثلاث بنات أُنجبن من زواج جون وإيليني كاراجيا؛ كانت إيلينيمن عائلة فلهيلينية رائدة في مجال المصارف، هي عائلة سكانافيس. يرى المؤرخ نيكولاي يورغا أن عائلة كاراجيا لها «أصل آسيوي» بعيد، وأن سلالة سكانافيس تعود إلى جزيرة خيوس. كانت الابنة الأولى للزوجين هي روكساني أو روكساندرا، التي وُلدت عام 1783، وتزوجت من مايكل سوتزوس في عام 1812، بينما تزوجت الابنة الأصغر، سماراغدا، من سبيريدون ديميتريوس مافروغينيس؛ كان لها شقيقان هما جورجيوس وكونستانتينوس (وُلد الثاني «قرابة عام 1799»). كانت رالو ابنة حفيد جون مافروكورداتوس الثاني، الذي شغل منصب الأمير الفناري لإمارة البغدان في أربعينيات القرن الثامن عشر. جعلها هذا النسب أيضًا من السلالة البعيدة جدًا لحاكم إمارة البغدان في القرن الخامس عشر، شتيفان العظيم. في وقت قريب من ولادة رالو، برز جون كاراجيا دبلوماسيًا مؤتمنًا من مقر الباب العالي، وزار الأفلاق للتفاوض على تسوية مع ملكية هابسبورغ، الأمر الذي أنهى الحرب السابقة، وسافر حتى وصل مملكة بروسيا. تلقت رالو تعليمًا كلاسيكيًا، وكانت ضليعة بشكل خاص في الموسيقى والأدب اليوناني. وفقًا للمؤرخ الأدبي إيوان نيكولاي بوبا، كان بإمكانها التحدث باللغات اليونانية والفرنسية والألمانية بالإضافة إلى اللغة التركية العثمانية؛ بينما أفادت الليدي مورغان، التي التقت برالو في مارس عام 1819، أنها وأخواتها أتقنّ اللغة اليونانية فقط.
تولى جون كاراجيا بدايةً منصب الترجمان الأعلى بين 19 أكتوبر و18 نوفمبر من عام 1808، في نفس الفترة التي كان فيها السلطان محمود الثاني يوطد سلطته، وعاد إلى المنصب لفترة ثانية (وقصيرة) في عام 1812. أخيرًا، نصبه محمود على عرش الأفلاق في أغسطس عام 1812. كان الأمير الجديد مستبدًا في تطبيقه للعدالة، وكان يشرك ابنته في الإجراءات أحيانًا، ما وضعها في رتبة تفوق البويار (النبلاء) الأصليين. في فبراير عام 1813، أشار الفرنسي أوغست دي لاغارد إلى أن كاراجيا «[هجم] بالمخباط على أحد البويار في المحكمة -وهو رجل أعور اتُهم بإهانة الأميرة رالو». تزوجت الأميرة الشابة من جورجيوس أرغيروبولوس، الذي خدم والدها في العديد من مكاتب المحاكم. كان القائم المقام (الوصي) في البلاد، في الفترة ما بين تنصيب كاراجيا في 27 أغسطس عام 1812 وصعوده الفعلي إلى السلطة في 22 أكتوبر من نفس العام.

### حرب الاستقلال وحياتها لاحقًا
بعد المرور عبر ترانسيلفانيا ومملكة المجر، وأخيرًا، النمسا، اتجهت عائلة كاراجيا «برفقة عدد كبير من العملاء» نحو جنيف، في فترة العودة إلى الفدرالية في سويسرا. خلال إقامتهم المطولة هناك، كانوا يترددون على عالم النبات أوغستان بيرام دو كندول. أشار أوغستان في عام 1862 إلى أن رالو وأخواتها، رغم أناقتهن، لم يتمكنّ من إجراء محادثة عادية (أشار المؤرخ أندريه بيبيدي أن مثل هذه الادعاءات غير مؤكدة). بعد ستة أشهر من الإقامة في سويسرا، انتقلت عائلة كاراجايا إلى دوقية توسكانا الكبرى، حيث قسمت رالو وقتها ما بين بيزا وفلورنسا. كان الأمير تحت الحماية المباشرة لسلطات توسكان، مع وجود رقباء تكمن مهمتهم في إزالة أي انتقاد له في الصحف المحلية. في بيزا، دخلت رالو في مراسلات سياسية مع وكيل والدها في باريس، تزاني كوتوماس. كانت لديها ابنة صغيرة، إيليني. في عام 1819، طلبت إنشاء صورة لوالدها، منسوخةً عن عمل سابق من سبعينيات القرن الثامن عشر، لكنها أضافت إليني في حضنه. في عام 1819 أيضًا، ترجمت كتاب مدام دي لامبرت «أفي دون ميغ آ سا في» (نصيحة من أم لابنتها). ووضعت ترجمة يونانية لكتاب «هيستوري أوف إينشنت غريس» (تاريخ اليونان القديمة) بقلم جون غيليس.